# Caroline Graham Hansen
Caroline Graham Hansen (Oslo, 1995. február 18. –) Európa-bajnoki ezüstérmes norvég női válogatott labdarúgó. A spanyol első osztályú bajnokságban szereplő Barcelona támadója.

## Pályafutása

### Klubcsapatokban
Oslóban született. 15 éves korától látogatta a Lyn Fotball edzéseit, akiknél az U16-os csapattal nemzetközi korosztályos tornát nyert, a döntőben pedig mesterhármast szerzett.

### A válogatottban
A 2011-es U19-es Európa-bajnokság elődöntőjében gólt szerzett a házigazda olasz együttes ellen, azonban a döntőben vereséget szenvedtek a jóval kiegyensúlyozottabb teljesítményt produkáló német tizenegy ellen.
2013-ban ezüstérmet szerzett a Svédországban rendezett kontinensviadalon Norvégia színeiben.

## Sikerei

### Klubcsapatokban
Spanyol bajnok (5):
- Barcelona (5): 2019–20, 2020–21, 2021–22, 2022–23, 2024–25

 Spanyol kupagyőztes (5):
- Barcelona (5): 2020, 2021, 2022, 2024, 2025

 Spanyol szuperkupa-győztes (4):
- - győztes (4): 2020, 2022, 2024, 2025

 Német bajnok (3):
- VfL Wolfsburg (3): 2016–17, 2017–18, 2018–19

 Német kupagyőztes (5):
- VfL Wolfsburg (5): 2014–15, 2015–16, 2016–17, 2017–18, 2018–19

 Norvég bajnok (2):
- Stabæk FK (2): 2010, 2013

 Norvég kupagyőztes (3):
- Stabæk FK (3): 2011, 2012, 2013

Bajnokok Ligája győztes (3)
- Barcelona (3): 2020–21, 2022–23, 2023–24

Bajnokok Ligája döntős (5):
- Tyresö FF (1): 2013–14
- VfL Wolfsburg (2): 2015–16, 2017–18
- Barcelona (2): 2021–22, 2024–25

### A válogatottban
Norvégia
- Európa-bajnoki ezüstérmes: 2013
- U19-es Európa-bajnoki ezüstérmes: 2011
- Algarve-kupa győztes: 2019
- Algarve-kupa bronzérmes (2): 2013, 2020